# Dirk Kramer
Dirk Kramer (* 11. April 1960 in Korbach) ist ein ehemaliger deutscher Nordischer Kombinierer, Skilangläufer und Skispringer.

## Werdegang
Als Skispringer nahm Dirk Kramer im Alter von 16 Jahren an der Vierschanzentournee 1976/77 teil. Bei den Wettbewerben in Oberstdorf und Garmisch-Partenkirchen kam er jedoch nicht über die Plätze 71 und 70 hinaus, bei den darauffolgenden Wettkämpfen in Innsbruck und Bischofshofen stand er nicht mehr im Aufgebot der deutschen Mannschaft. Etwas erfolgreicher gestaltete sich die Tournee 1978/79, als er in Oberstdorf immerhin den 49. Platz erzielen konnte, was auch sein bestes Ergebnis bei einem Wettbewerb im Rahmen der Vierschanzentournee darstellt. Im Skilanglauf wurde er 1986 Deutscher Meister mit der Staffel des SC Willingen.
Nachdem er bereits in seiner Jugend als Nordischer Kombinierer aktiv gewesen war, wechselte er bald darauf endgültig ins Lager dieser Disziplin und wurde 1983 Deutscher Meister im Einzel. Mit der deutschen Mannschaft fuhr Kramer zu den Olympischen Winterspielen 1984 in Sarajevo und belegte den 18. Platz im Einzelwettkampf. Seine ersten Punkte im Weltcup der Nordischen Kombination hatte er bereits einige Wochen zuvor, am 17. Dezember 1983, in Seefeld erreicht, als er Zwölfter wurde. Sein bestes Resultat im Weltcup war ein achter Platz in Oberwiesenthal am 29. Dezember 1984. In jener Saison 1984/85 erreichte er mit Platz 22 im Gesamtweltcup auch das beste Gesamtergebnis in dieser Wettbewerbsserie. Seine Karriere als aktiver Skisportler beendete Dirk Kramer 1988.
Nach Beendigung seiner Laufbahn arbeitete Kramer für einige Zeit als Servicemann für Ski im Team der deutschen Biathleten. Später ließ er sich zum Verwaltungsfachwirt ausbilden.

## Statistik

### Olympische Winterspiele
- Sarajevo 1984: 18. Einzel

### Weltcup-Platzierungen
| Saison  | Platz | Punkte |
| ------- | ----- | ------ |
| 1983/84 | 23.   | 15     |
| 1984/85 | 22.   | 13     |
| 1985/86 | 23.   | 10     |
| 1986/87 | 28.   | 12     |
| 1987/88 | 31.   | 04     |